# Orthosia bicolor
Orthosia bicolor là một loài bướm đêm trong họ Noctuidae.